# جون هاميلتون (لاعب كرة قدم أسترالية)
جون هاميلتون (بالإنجليزية: John Hamilton)‏ هو لاعب كرة قدم أسترالية أسترالي، ولد في 9 ديسمبر 1946، وتوفي في 22 سبتمبر 2007.

## وصلات خارجية
- جون هاميلتون على موقع AustralianFootball.com (الإنجليزية)
- جون هاميلتون على موقع AFLtables.com (الإنجليزية)